# Ерарік
Ерарік (гот. 𐌴𐍂𐌰𐍂𐌴𐌹𐌺𐍃 (Erareiks), лат. Ariaricus, грец. Εράριχος) (? — 541) — король остготів з травня до жовтня 541.

## Життєпис
Походив з королівського роду ругів. Про нього відомо вкрай замало. Ймовірно очолював один із загонів остготського війська за правління королів Вітігеса та Ільдебада. Після вбивства останнього у травні 541, ругії, що на той час набули ваги, домоглися обрання новим королем Остготської держави Ераріка.
Новий король уявно почав готуватися до боротьби з візантійцями. Водночас спрямував військовикам імператора Візантії перемовників, пропонуючи в обмін на значні кошти віддати під владу візантійцям залишки Остготського королівства. Це було викрито й у жовтні 541 Ераріка вбито. Новим королем став Тотіла, небіж Ільдебада.